# Aleksandr Iegorov
Pour les articles homonymes, voir Iegorov.
Alexandre Ilitch Iegorov (en russe : Алекса́ндр Ильи́ч Его́ров), né le 13 octobre 1883 à Bouzoulouk et mort le 22 février 1939 à Moscou, est un militaire russe puis soviétique. Il fut distingué par le titre de maréchal de l'Union soviétique en 1935, mais fut victime des Grandes Purges de Staline à la fin des années 1930.

## Biographie
Iegorov (parfois orthographié Egorov) est né dans une famille de paysans près de Samara, en Russie centrale. Il s'engagea dans l'armée impériale russe en 1901 et s'éleva au rang d'officier en 1905. Au cours de la Première Guerre mondiale, il parvint au grade de lieutenant-colonel et fut blessé cinq fois. En 1904, il adhéra au Parti socialiste révolutionnaire, mais après la prise du pouvoir par les bolcheviks, il se rallia au nouveau régime et devint commandant dans l'Armée rouge.
Au cours de la guerre civile russe, Iegorov fut commandant dans le Front Sud de l'Armée rouge et joua un rôle important dans la victoire contre les blancs en Ukraine. Iegorov était commandant dans l'Armée rouge au cours de la Guerre russo-polonaise de 1920. Durant cette campagne, il fut un proche collaborateur de Staline et de Semion Boudienny.
En 1925-1926, Iegorov fut envoyé en Chine comme conseiller militaire, avec son adjoint Valentin Trifonov. En 1927, il commandait l'Armée rouge de Biélorussie. En 1931, il fut nommé vice-commissaire du peuple à la Défense et chef de l'État-Major général de l'Armée rouge. En 1934, il devint membre candidat du Comité central du Parti communiste.
En 1935, il fut l'un des premiers maréchaux de l'Union soviétique lorsque cette distinction fut créée.
En raison de ses anciennes relations avec Staline et Boudienny, Iegorov semblait à l'abri de la vague d'arrestations qui déferla sur l'Armée rouge en 1937. Il fut même officiellement signalé comme l'un des juges de Toukhatchevsky lors de l'ouverture du procès de ce dernier, en juin 1937, mais il est douteux que ce procès ait jamais eu lieu. 
Le 12 décembre 1937, il est élu député de l'oblast de Smolensk au 1er Soviet suprême de l'Union soviétique .
Lui-même fut arrêté en février 1938 et exécuté quelque temps après — la date du 22 février 1939 fut officiellement annoncée par la suite, mais certaines sources soviétiques ont donné comme date de sa mort la fin de 1941. Il a été réhabilité par Nikita Khrouchtchev après la mort de Staline.

## Source
- (en) Cet article est partiellement ou en totalité issu de l’article de Wikipédia en anglais intitulé « Alexander Ilyich Yegorov » (voir la liste des auteurs).